# وایتس سیتی (نیومکزیکو)
وایتس سیتی (به انگلیسی: Whites City) یک منطقهٔ مسکونی در ایالات متحده آمریکا است که در شهرستان ادی، نیومکزیکو واقع شده‌است. وایتس سیتی ۷ نفر جمعیت دارد و ۱٬۱۱۵٫۸۹ متر بالاتر از سطح دریا واقع شده‌است.